# Zeichnung (Kunst)

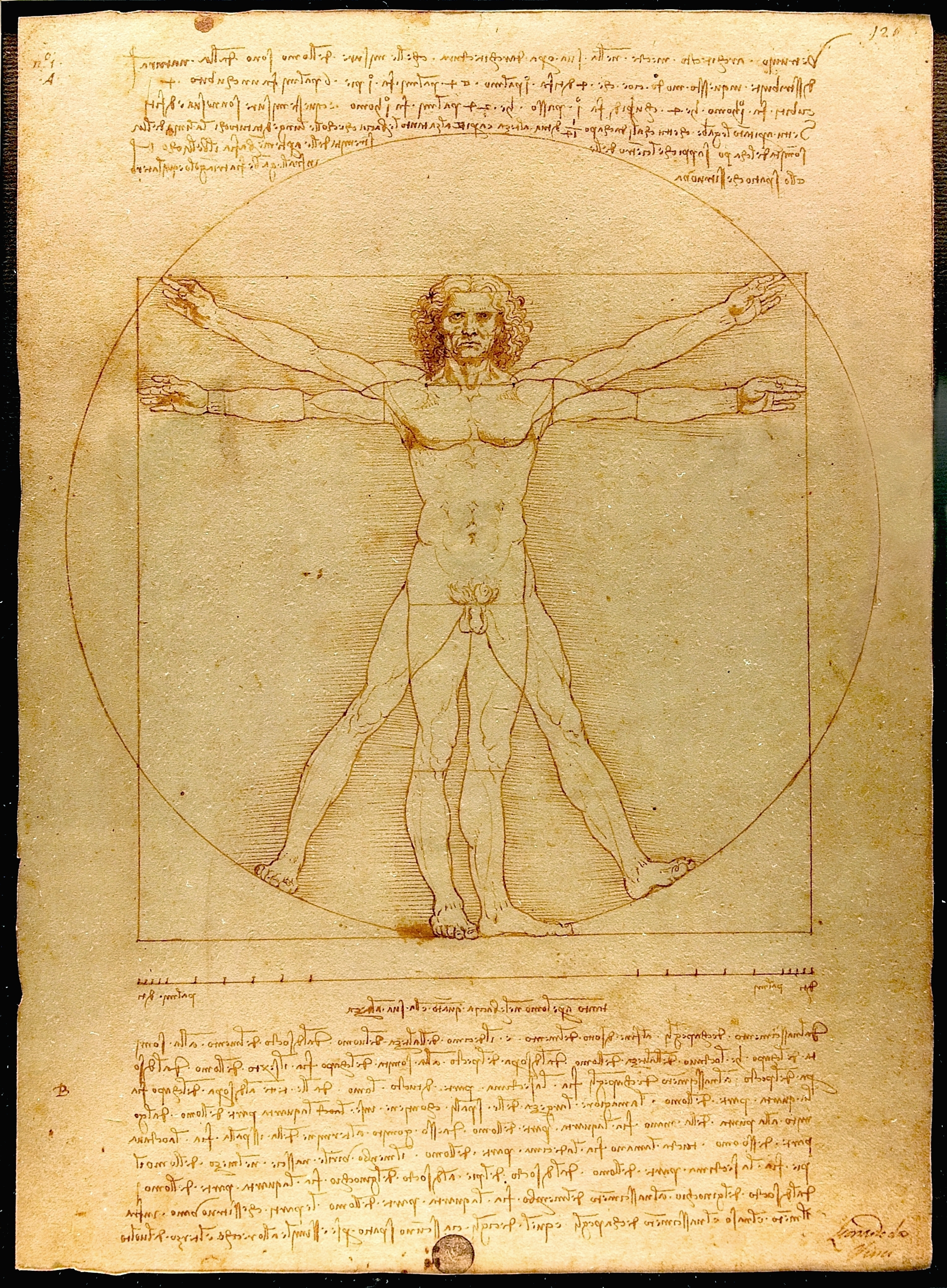
Vitruvianischer Mensch von Leonardo da Vinci (Feder und Tinte, 1509)

Eine Zeichnung ist ein (Ab-)Bild, das ein Motiv (Sujet) in vereinfachender Weise mit Linien und Strichen darstellt. Dies unterscheidet Zeichnungen von der Malerei, welche ein Motiv durch den flächenhaften Einsatz von Farben und Tonwerten darstellt.
Seit dem 19. Jahrhundert hat sich als Fachausdruck für alle nichtmalerischen zweidimensionalen Darstellungen der Ausdruck Grafik etabliert, der auch verdeutlicht, dass „zeichnen“ begriffsgeschichtlich mit „Zeichen“ verwandt ist. Zu den Grafiken zählen neben der Zeichnung auch Drucke, Mosaike und Sgraffito.
Nach der klassischen Auffassung betont eine Zeichnung im engeren Sinne die Umrisslinien eines Motivs. Diese Linien können mit Hilfe von weiteren Strichen (Schraffuren) ergänzt werden, um einen räumlichen Eindruck zu erzeugen. Die Darstellung ist dabei entweder monochrom oder verwendet vorgegebene Farben, die vor dem Auftragen nicht zusammengemischt werden. Heute kommen in der künstlerischen Zeichnung allerdings zahlreiche Mischtechniken zum Einsatz, durch die in der Praxis die akademische Grenze zur Malerei nicht immer eindeutig zu ziehen ist. Bereits die Pinselzeichnung setzt neben Linien und Strichen die Lavierung als Darstellungsmittel ein.
In der Regel ist die künstlerische Zeichnung eine Handzeichnung (auch Freihandzeichnung). Zeichnungen können aber auch mit Hilfsmitteln (Linealen, Schablonen) gestaltet werden; oft ist dies bei technischen Zeichnungen der Fall.

## Geschichte

### Anfänge

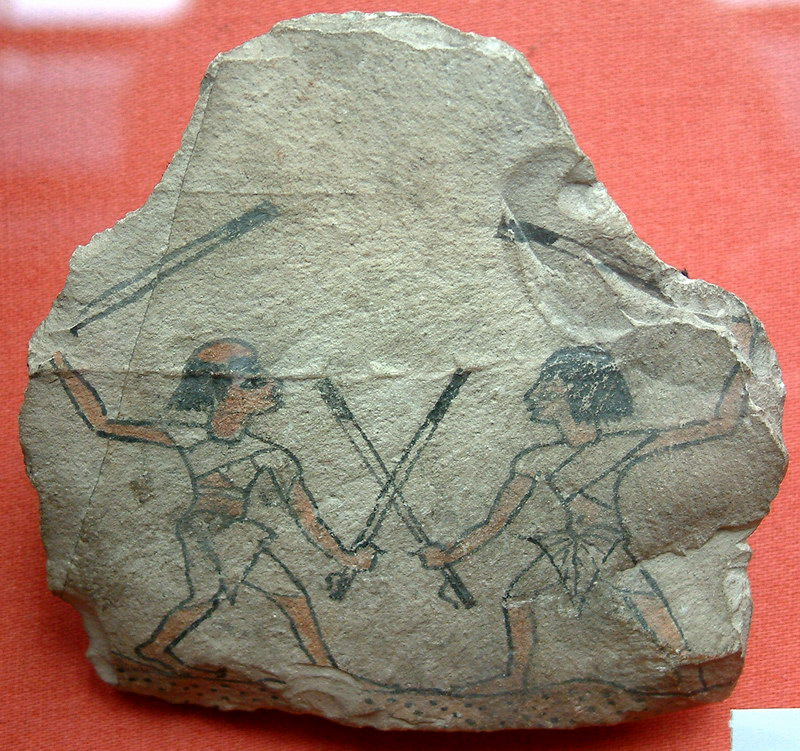
Ägyptisches Ostrakon, Louvre

Die Anfänge der Zeichnung fallen mit dem Beginn der menschlichen Kulturgeschichte zusammen. Älteste Zeugnisse sind Felszeichnungen aus der Zeit von ca. 36.000 v. Chr. Motive sind vor allem die Jagd, der Krieg und vermutlich magische Symbole. Es wird angenommen, dass diese Werke insgesamt religiös-magischen Ursprungs sind, etwa um Einfluss zu nehmen auf den Ausgang der Jagd oder kriegerische Auseinandersetzungen. Neben in den Fels geritzten Zeichnungen haben die urzeitlichen Maler Holzkohle und aus Erden und Pflanzen gewonnene Mal- und Zeichenmittel wie Ocker verwendet. Bedeutende Funde stammen aus dem spanischen Altamira und dem französischen Lascaux.
Alle späteren Hochkulturen haben Werke hervorgebracht, die auf der Verwendung von Linien beruhen. Oft stehen diese Werke entweder in enger Verbindung mit der Entwicklung der Schrift oder sind formalisierte Zeichen und Symbole ohne individuellen Ausdruck. Eine bedeutsame Weiterentwicklung erfährt die Zeichnung ab etwa 3000 v. Chr. in Ägypten und später im Römischen Reich mit dem Fresko, einer dekorativen Wandmalerei, die oft Spuren von Vorzeichnungen aufweisen. Zeichnerische Entwürfe für solche Fresken sind auf Tonscherben (Ostraka) überliefert. Ab 1000 v. Chr. werden Tonvasen zu einem bedeutenden Zeichnungsträger, insbesondere in der attischen Kultur. Zunächst wurden Linien in den unbehandelten Ton geritzt. Aus späterer Zeit finden sich aufwendig gestaltete Zeichnungen auf weiß grundierten Gefäßen. Aus der schriftlichen Überlieferung ist bekannt, dass ab 500 v. Chr. im gesamten Mittelmeerraum Zeichnungen auf grundiertem Holz und mit Silberstift auf Pergament angefertigt wurden. Weil das Material aber leicht vergänglich ist, sind keine Beispiele überliefert.

#### Mittelalter

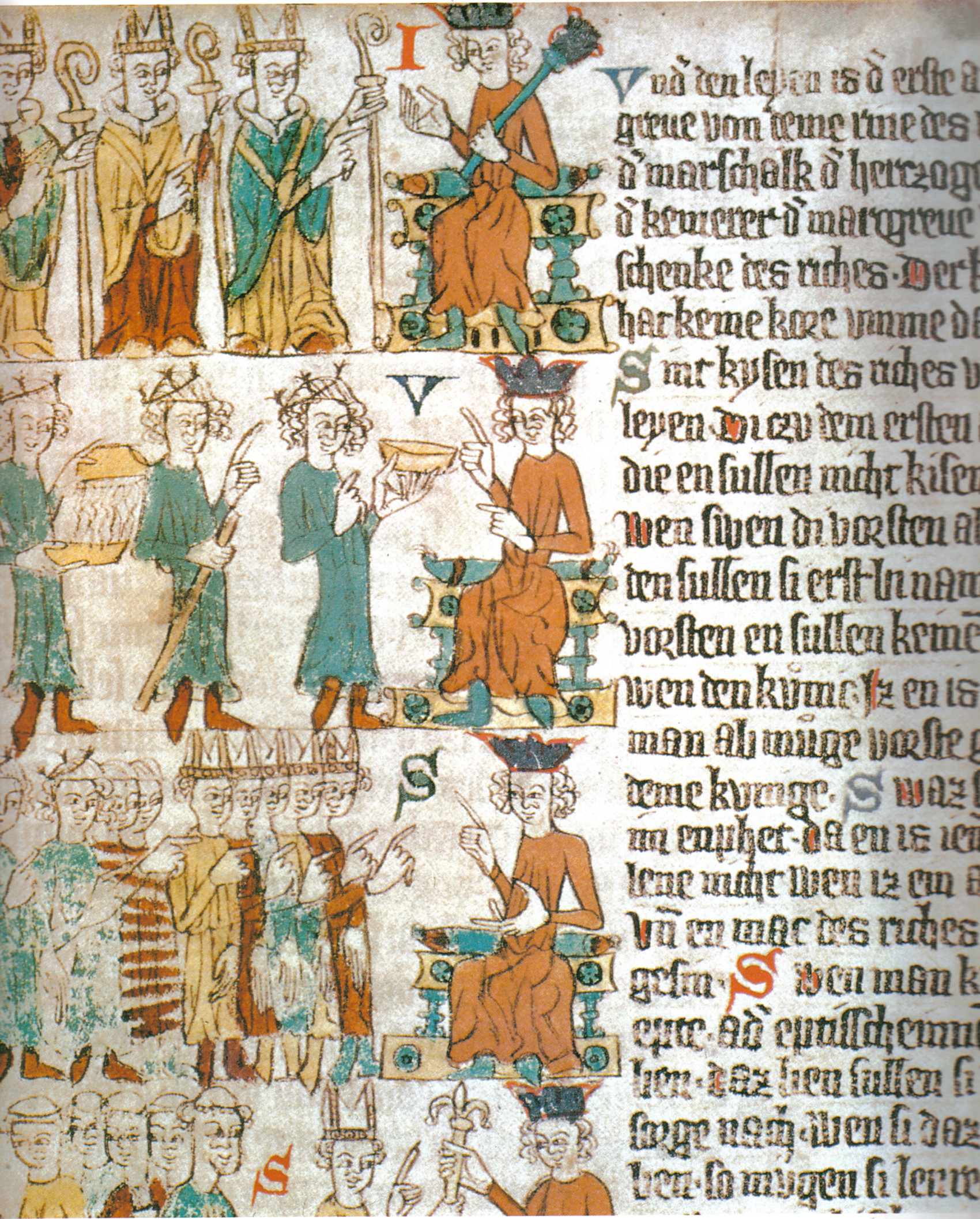
Mittelalterliche Buchmalerei aus dem Heidelberger Sachsenspiegel, um 1300

Im Mittelalter hat die Zeichnung nicht nur Bedeutung als Mittel des Entwurfs für Malerei, Skulptur und Architektur, sondern gewinnt insbesondere in der Buchmalerei einen neuen Entwicklungshöhepunkt. Allerdings bleibt sie in ihrer Funktion eingebunden, ist also nicht selbstständiges Kunstwerk. Wichtigster Ausdruck der Zeichenkunst sind Miniaturen und Marginalzeichnungen am Rande wertvoller Handschriften. Die meisterhafte Beherrschung findet ihren Ausdruck insbesondere in den Handschriften iroschottischer und italienischer Klöster und Abteien. Eines der wichtigsten Dokumente ist das irische Book of Kells aus dem 9. Jahrhundert. Mit der Möglichkeit der Papierherstellung, das ab dem 14. Jahrhundert zunehmend an die Stelle des teuren Pergaments tritt, werden Studien und Übungszeichnungen möglich. In den europäischen Malschulen sind Meisterzeichnungen und Skizzenbücher weit verbreitet, die den Schülern als Vorlagen für ihr reproduzierendes Schaffen nach den Malregeln des jeweiligen Meisters gelten. Obwohl für die mittelalterlichen Buchillustrationen die Bezeichnung Malerei üblich ist, handelt es sich in der Regel um kolorierte Zeichnungen, bei deren Erstellung Zeichner (Adumbrator) und Maler (Illuminator) nacheinander die Illustration erstellten.

#### Neuzeit

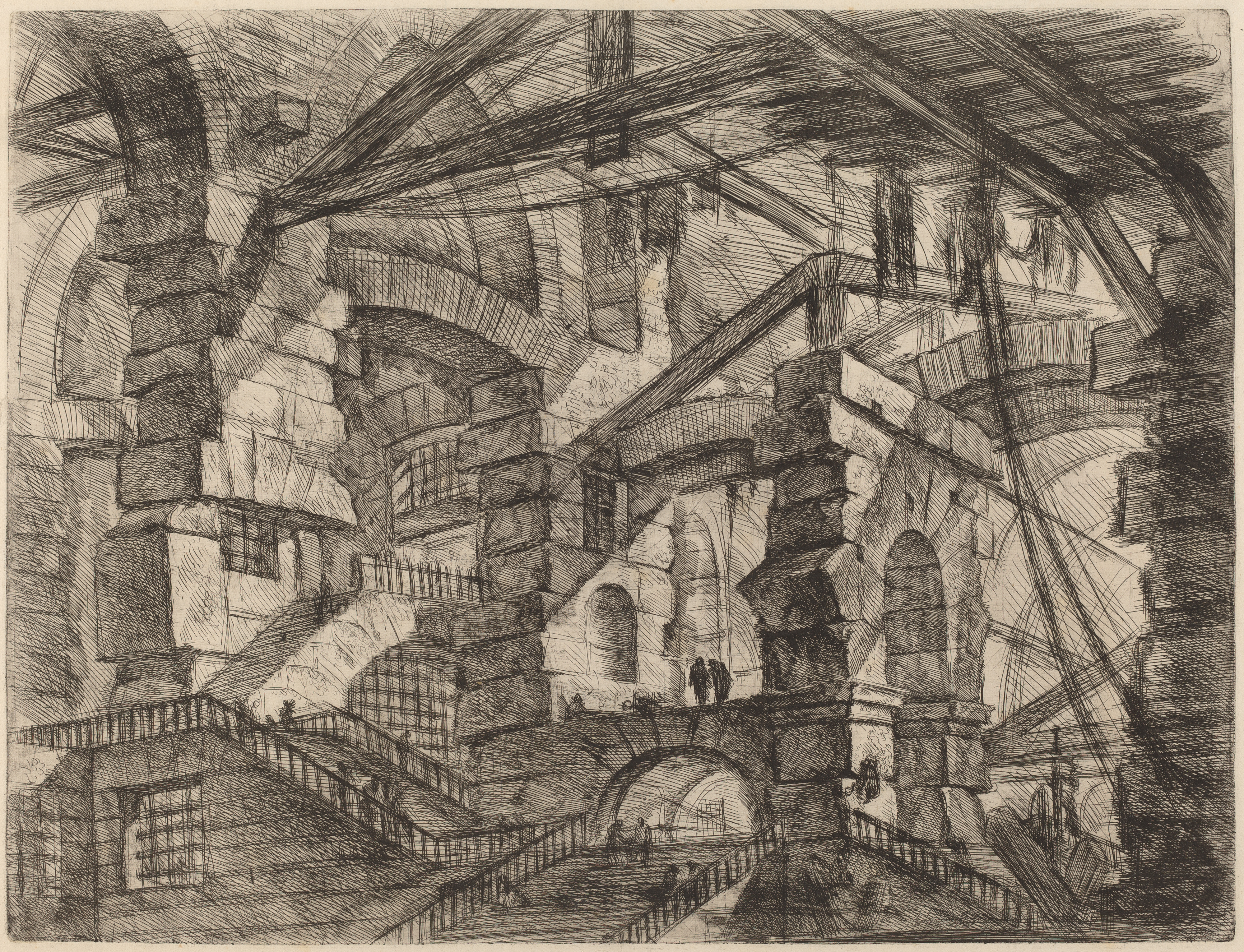
Piranesi: Aus Carceri d’Invenzione (1745–1750), Radierung

Im 15. Jahrhundert beginnt die Zeichnung an Eigenständigkeit zu gewinnen. Die wichtigste ästhetische Neuerung dieser Zeit ist die Entwicklung der Zentralperspektive, die einhergeht mit einem neuen Bemühen um realistische Darstellung. Die Antike und ihre Kunstwerke werden zum ästhetischen Ideal erhoben (Renaissance). Der Zeichnung kommt hier als Mittel des Studiums und als Entwurfsmedium eine besondere Bedeutung zu. Zudem wird sie zu einem beliebten Sammlerobjekt, was die reichhaltige Überlieferung seit dieser Zeit erklärt.
Einen neuen Höhepunkt erreicht die Zeichnung in der italienischen Renaissance und insbesondere im Manierismus. Viele Zeichnungen sind in Skizzenbüchern enthalten, was darauf verweist, dass die Zeichnung das bevorzugte Medium für bildliche Studien war. In der Regel wird auf Papier gezeichnet, wobei Silberstift, Kohle, Rötel und weiße Kreide zu den wichtigsten Zeichenwerkzeugen zählen. Auch Feder, Pinsel und Tinte werden verwendet. Stilistisch lassen sich deutliche Unterschiede zwischen Nord- und Südeuropa ausfindig machen. Während in Südeuropa das künstlerische Leitmedium die Malerei ist, sind es in Nordeuropa in besonderer Weise Drucke und Stiche. In den Zeichnungen aus Deutschland und Holland ist dieser Einfluss unverkennbar. In Barockzeit und im Rokoko dominiert aber auch im Norden die Malerei den Zeichenstil. Bedeutendster Zeichner dieser Zeit ist Rembrandt, der über 2000 Zeichnungen hinterlassen hat, meist Studien und Entwürfe.

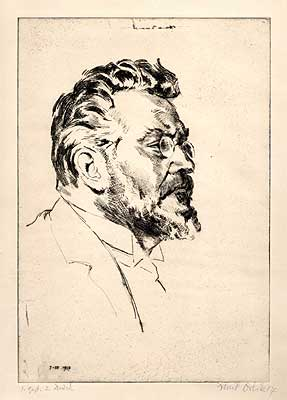
Porträtstudie Max Slevogt von Emil Orlik, Bleistiftzeichnung 1917

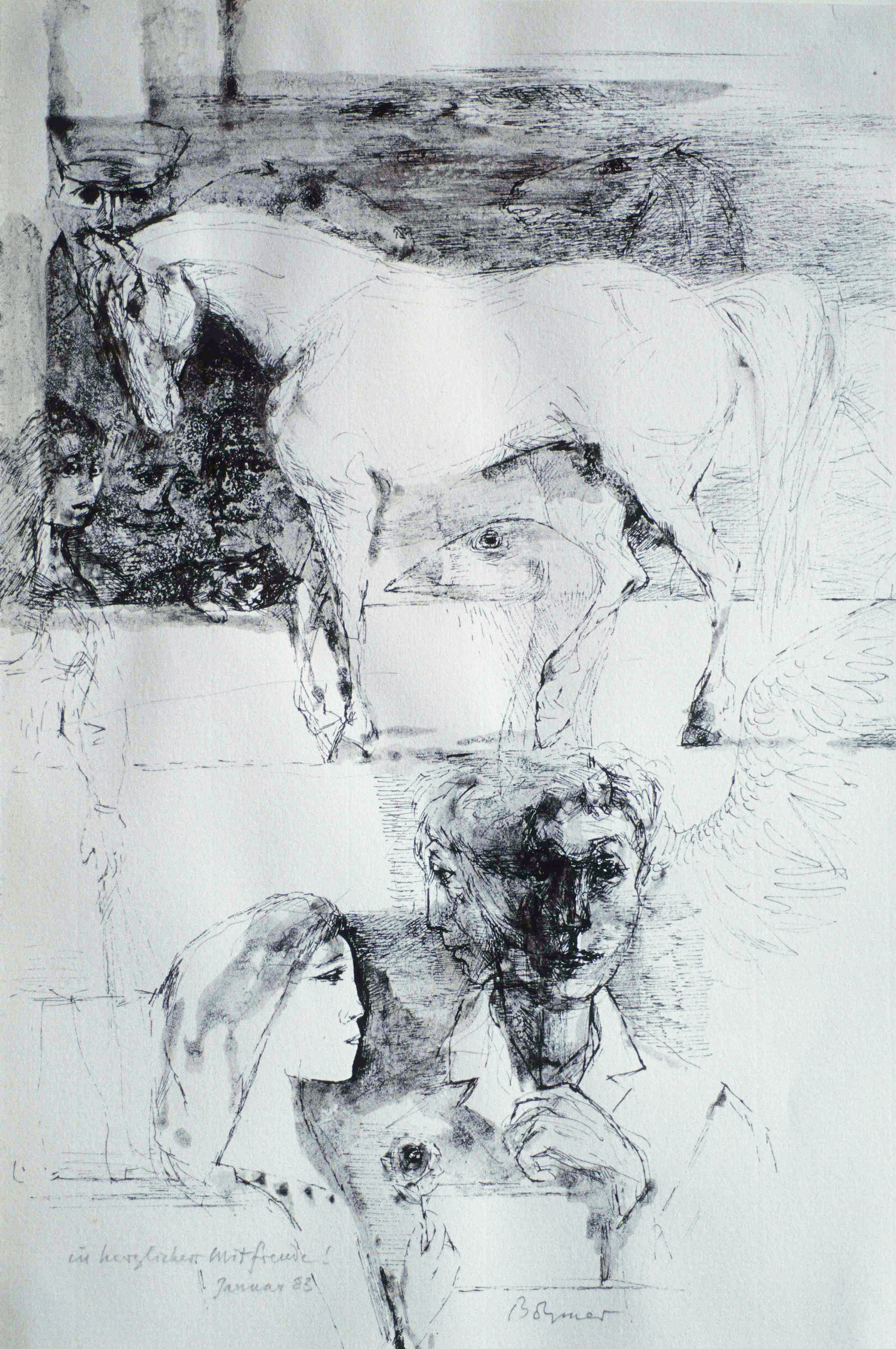
Gunter Böhmer: Zirzensische Szene, Tuschzeichnung 1981

Im 18. Jahrhundert geht ein neuer Entwicklungsimpuls für die Zeichnung von der Neuentwicklung von Buntkreiden und Pastellfarben aus. Vor allem Antoine Watteau hat mit diesen neuen Medien experimentiert und eine prägende Formsprache entwickelt. Beliebte Sujets sind Porträtstudien – Ausdruck der bürgerlichen Betonung des Individuums – und Landschaftszeichnungen. Die Zeichnung gewinnt immer stärker an unterschiedlichen gestalterischen Elementen. Ausdruck dafür ist zum Beispiel die enge Verbindung von Zeichnung und Aquarell.

#### Moderne
Die moderne Zeichnung seit Ende des 19. Jahrhunderts ist geprägt durch eine große Freiheit in der Wahl zeichnerischer Mittel. Die Grenze zwischen Malerei und Zeichnung verwischt umso stärker, als die farbliche Gestaltung oder die plastische Gestaltung durch Verwischen und Verreiben die Linien in den Hintergrund treten lassen. In einigen Richtungen, etwa dem Pointillismus und Impressionismus, scheinen zeichnerische Mittel ganz zu verschwinden. Im Expressionismus weicht die Linie dem ausdrucksstarken, dramatischen Strich. Auf der anderen Seite finden sich zum Beispiel bei Pablo Picasso Gemälde, die aus nichts weiter als der Linie aufgebaut sind. Ob ein Bild Zeichnung oder Malerei ist, lässt sich mit Hilfe der klassischen Kriterien oft nicht mehr eindeutig beantworten. Das aber war gerade ein Ziel der unterschiedlichen Kunstbewegungen bis zur ersten Hälfte des 20. Jahrhunderts: Die akademischen Formregeln sollten nicht mehr ohne weiteres gelten.
Obwohl einige bedeutende Künstler seit Ende des 19. Jahrhunderts immer wieder Zeichnungen produziert haben, spricht man aufgrund der Uneindeutigkeit der zeichnerischen Mittel von einer Krise der Zeichnung in der Moderne. Die ästhetische Hochkultur konzentriert sich auf die klassischen Modi Malerei, Skulptur und Architektur. Als eigenständiges Medium erlangt die Zeichnung Bedeutung vor allem in der Populärkultur, zum Beispiel in Gestalt der Karikatur und des Comic. Dessen ungeachtet ist die zeichnerische Produktivität seit Ende des Zweiten Weltkriegs ungebrochen. Zeichner wie Alberto Giacometti, Horst Janssen, Gunter Böhmer und A. R. Penck haben auf ihre Weise neue Impulse für die moderne Zeichnung gegeben.

### Ostasiatische Zeichenkunst

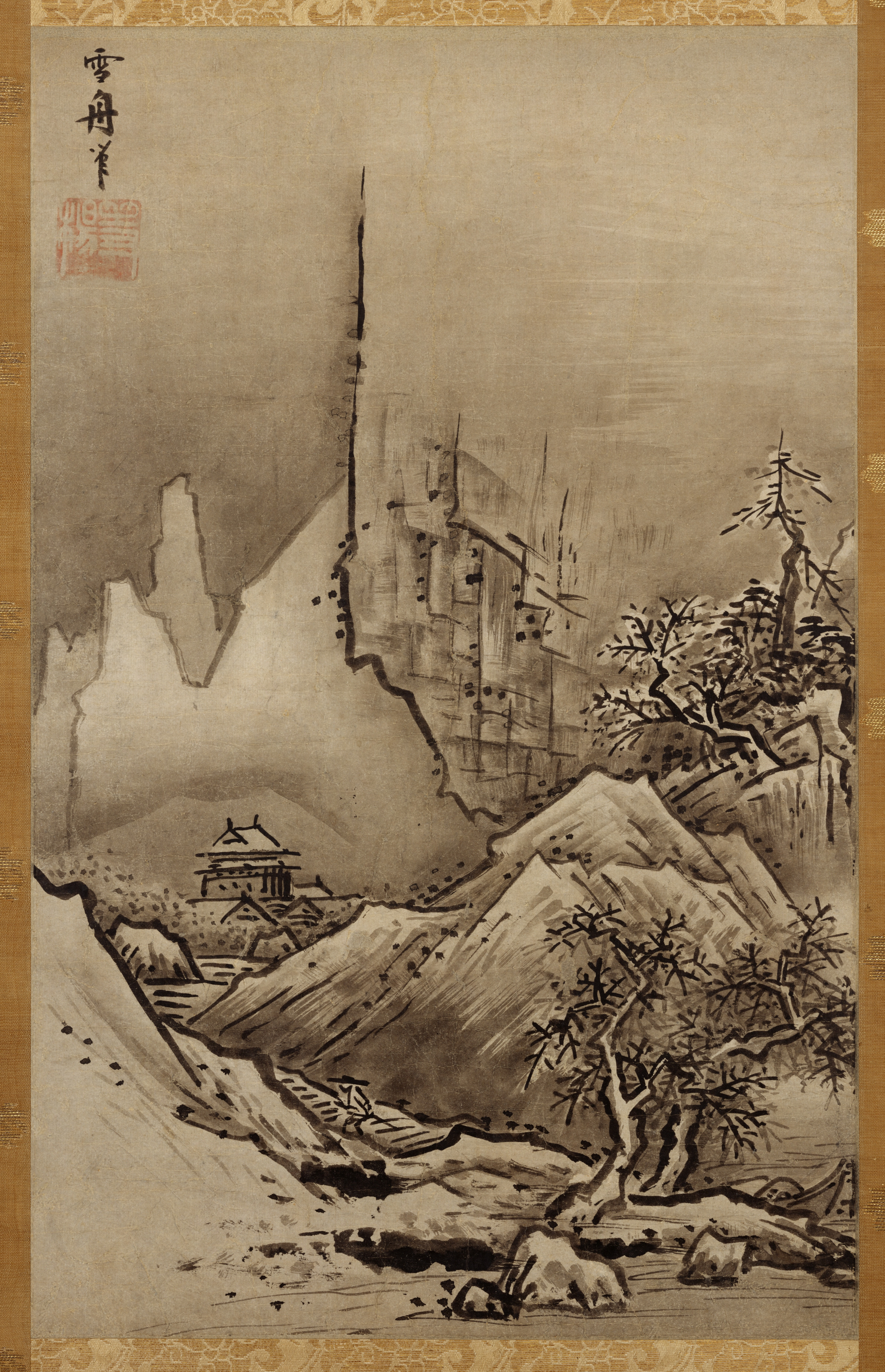
Japanische Tuschmalerei von Sesshū Tōyō, um 1470

Im ostasiatischen Raum, insbesondere in China und Japan, hat sich seit der Tang-Dynastie (6. Jahrhundert) eine Zeichenkunst entwickelt, die sich nur bedingt in den europäischen Kategorien von Zeichnung und Malerei einordnen lässt. Diese sogenannte Tuschmalerei ist aus der chinesischen Kalligrafie entstanden und entsteht unter der Verwendung von Pinseln und schwarzer Tusche bzw. Ruß. Als Zeichentechniken dominieren die Pinselzeichnung und die Lavierung, weshalb der ostasiatische Tuschestil oft mit dem Aquarell verglichen wird.
Als Begründer gilt der chinesische Dichter und Kalligraph Wang Wei. Ausgehend vom Pinselstrich beim Schreiben von Schriftzeichen entwickelte er eine Zeichentechnik, die eine Landschaft auf ihre wesentlichen Linien und Schattierungen reduziert. Bis ins 11. Jahrhundert (Song-Dynastie) wird die Technik immer weiterentwickelt und verfeinert. Es entwickelt sich ein reichhaltiges Formenvokabular, mit dem die Motive dargestellt werden. Ab dem 12. Jahrhundert treten neben das Landschaftsmotiv weitere Naturmotive und zunehmend auch Detailstudien. Oft werden kalligrafierte Gedichte in die Bildgestaltung miteinbezogen.
Die Tuschezeichnung steht von Anfang an in enger Verbindung mit dem Chan-Buddhismus und ist deshalb zugleich eine Meditationsübung. Ab dem 13. Jahrhundert bringen japanische Mönche, die in China den Chan-Buddhismus studierten, die Tuschezeichnung nach Japan, wo sie unter dem Namen Sumi-e zu einem wichtigen Bestandteil des Zen-Buddhismus wurde. Wie in China waren die meisten Zeichner keine Künstler, sondern Mönche und Priester. Zunächst bleibt der japanische Stil dem chinesischen sehr ähnlich, insbesondere was das Formenvokabular betrifft. Mit Sesshū Tōyō (1420–1506), auch er ein Zen-Priester, entwickelt sich allmählich ein eigener japanischer Stil, der die klassischen Darstellungsformen zurücklässt und zunehmend realistische Abbildungen anstrebt. Mit Sesshu wird Sumi-e zu einer eigenständigen Kunstform, die allerdings den Zen-Hintergrund nie ganz verlässt.
Die asiatische Tuschzeichnung hat auf die europäische Zeichnung und Malerei spätestens seit dem Impressionismus eine starke Faszination ausgeübt. Maler und Zeichner wie Degas, Monet, Picasso bis hin zu Horst Janssen haben sich in ihren Werken deutlich von der Tuschezeichnung inspirieren lassen und selbst Werke insbesondere im Sumi-e-Stil geschaffen.

## Theorie

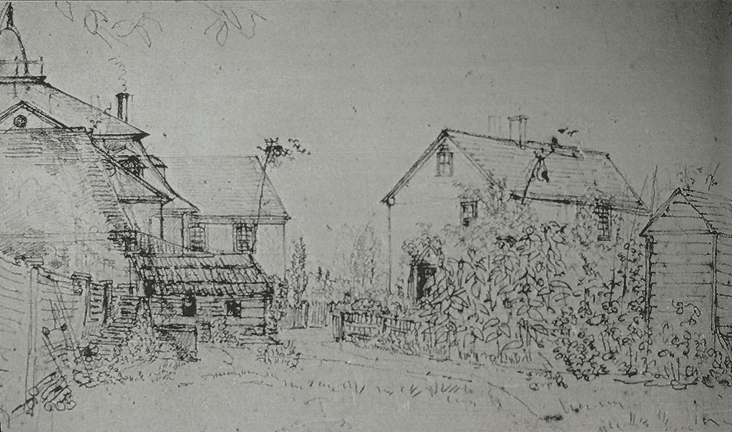
Beispiel einer Skizze (von Charles-Alexandre Lesueur, 1831)

Die Zeichnung betont die Linienführung und Umrisse eines dargestellten Gegenstandes. Dabei ist die Linie als künstlerisches Mittel selbst abstrakt. Sofern die Zeichnung Gegenstände naturalistisch, d. h. „nach der Natur“ darstellt, reduziert der Zeichner die Natur auf das für das Auge Wesentliche der Wahrnehmung. Abstraktion und Reduktion von visueller Information auf die bloße Kontur ist eine bedeutende intellektuelle Leistung. Deshalb gilt die Schule der Zeichnung gemeinhin auch als Grundschule des aufmerksamen und genauen Sehens.
Dennoch ist der eigenständige Wert einer Zeichnung erst seit dem 15. Jahrhundert allmählich erkannt worden. Zwar galt bereits in der mittelalterlichen Kunstlehre die Zeichnung als eine Grundlage der Kunst, aber sie war nur Mittel der Einübung und des Erlernens, kein autonomes Kunstwerk. Unklar war in der theoretischen Bewertung der Zeichnung im Verhältnis zur Malerei, was grundlegendere Bedeutung hat: die Entwicklung des Bildes aus der Linie oder aus der Farbe. Überlieferte Zeichnungen aus dieser Zeit sind Skizzen, Entwürfe, Studien und Vorstudien zur Malerei. Dass überhaupt Zeichnungen überliefert sind, ist dem Umstand zu verdanken, dass diese Zeichnungen als Geschenkblätter sehr beliebt waren, insbesondere wenn sie von berühmten Malern stammten oder Vorstudien berühmter Werke waren. An der grundlegenden Wertung hielt man allerdings fest: Die theoretische Betrachtung ging von einem Zwei-Stufen-Modell aus, nämlich der Idee für ein Bild, wie sie sich in einer skizzierten Zeichnung niederschlägt und der Ausführung der Idee als der eigentlichen künstlerischen Leistung. Bedeutende Zeichner wie Leonardo da Vinci und Albrecht Dürer haben in der Zeichnung in erster Linie eine Möglichkeit gesehen, sich ein Sujet systematisch zu erarbeiten, mit dem Ziel, diese Studien für die zweite Stufe, die Ausarbeitung etwa in einem Gemälde, zu verwenden. Als Zwischenschritt von der Idee zur Ausführung galt das Aquarell, das in der Kunsttheorie lange Zeit der Zeichnung selbst zu- und untergeordnet wurde, und zwar als nachträglich kolorierte Zeichnung.
Die Aufwertung der Zeichnung in der Kunsttheorie setzt mit Federico Zuccaros Überlegungen zum Verhältnis von Idee (concetto) und Zeichnung (disegno) (1607) ein. Im Streit zwischen dem Primat der Linie und dem Primat der Farbe stellt er sich auf die Seite der Zeichner. Zuccaro vergleicht die Zeichnung mit dem göttlichen Schöpfungsakt. Am Anfang der Schöpfung steht die Idee als einer Art innerer Zeichnung (concetto; Konzept). Dieser geistige Akt äußert sich in der Zeichnung (disegno), die in ihrer Ursprünglichkeit mit der Idee eins ist. Sie ist die notwendige äußere Gestalt der Idee. Die weitere künstlerische Ausgestaltung ist dann nur noch Zugabe und Vollendung. Zuccari nimmt mit seinen Äußerungen Stellung zu einem zunächst in der akademischen Kunst Italiens geführten Streit, der aber schon bald in ganz Europa geführt wird. Neben Italien ist ein Schwerpunkt der Auseinandersetzung Frankreich, wo sich für das Primat der Linie die sogenannten Poussinisten einsetzen, für das Primat der Farbe die Rubenisten.

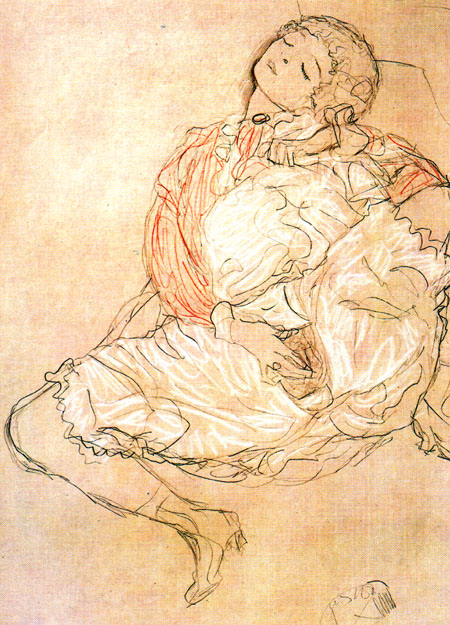
Beispiel einer farbigen Zeichnung von Gustav Klimt

Der weitere akademische Diskurs mündet in eine allgemeine Anerkennung des Primats der Linie, mit der Folge, dass in der Zeichenlehre die Zeichnung zur Grundtechnik erklärt wird. Allerdings gibt es auch die Tendenz, Zeichnungen auf Zeichentechnik zu verkürzen und ihnen den Charakter der vorbereitenden Studie und Übung zuzuschreiben. Zugleich wird die Zeichnung aber auch als eigenständiger künstlerischer Ausdruck anerkannt. Eine breite Sammlerbewegung tut ihr Übriges, um Zeichnungen – auch von Kunstmalern – neben den akademischen Auseinandersetzungen auf dem sich entwickelnden Kunstmarkt zu etablieren. Es sind vor allem Liebhaber und Kenner, die im 18. Jahrhundert dem Eigenwert der linearen Darstellung zum Durchbruch verhelfen. Insbesondere Pierre-Jean Mariette betont in seinen Publikationen den besonderen Wert des Schwarzweiß-Kontrastes ohne Kolorierung. Mariettes Auffassung, der Strich lasse die Sache erkennen und arbeite damit das Wesentliche einer bildlichen Darstellung heraus, setzt sich allgemein durch und wird wegbereitend für die Aufwertung der Zeichnung als eigenständige Kunstgattung im 20. Jahrhundert.
Unterstützt wurde dieser Prozess im 19. Jahrhundert durch die romantische Entdeckung des ästhetischen Reizes des Fragments. Das Fragment als das Abgebrochene und Unvollendete wird gerade in der Zeichnung entdeckt. Es birgt die genialische Ursprungsidee, die gerade deshalb fasziniert, weil sie unausgeführt bleibt. Stattdessen wird in der Zeichnung die Handschrift des Zeichners sichtbar: Man sieht ihm gewissermaßen bei der Arbeit zu. Bei Georg Wilhelm Friedrich Hegel wird deshalb die Zeichnung als eine der höchsten Künste angesehen.
Bis gegen Ende des 19. Jahrhunderts behält die Zeichnung in der akademischen Bewertung ihren untergeordneten Rang. Die künstlerische Praxis beginnt sich aber zunehmend von den normativen Ansprüchen der akademischen Ästhetik zu lösen. Künstler wie Paul Cézanne beginnen damit, das Prinzip der Linie für die Zeichnung anzuzweifeln und entwickeln Zeichnungen aus farblichen Eindrücken heraus. Die alte Diskussion zwischen „Zeichnern“ und „Malern“, die nach dem Primat von Linie oder Farbe für die Malerei gefragt hatten, betrifft nun die Zeichnung selbst. Sie ist nicht mehr festgelegt auf lineare Darstellung und reduzierten Farbeinsatz. Die verschiedenen Kunstbewegungen am Anfang des 20. Jahrhunderts nehmen diesen Ansatz auf, so dass die theoretische Grenze zwischen Malerei und Zeichnung zeitweise verwischt.

## Zeichenmaterial

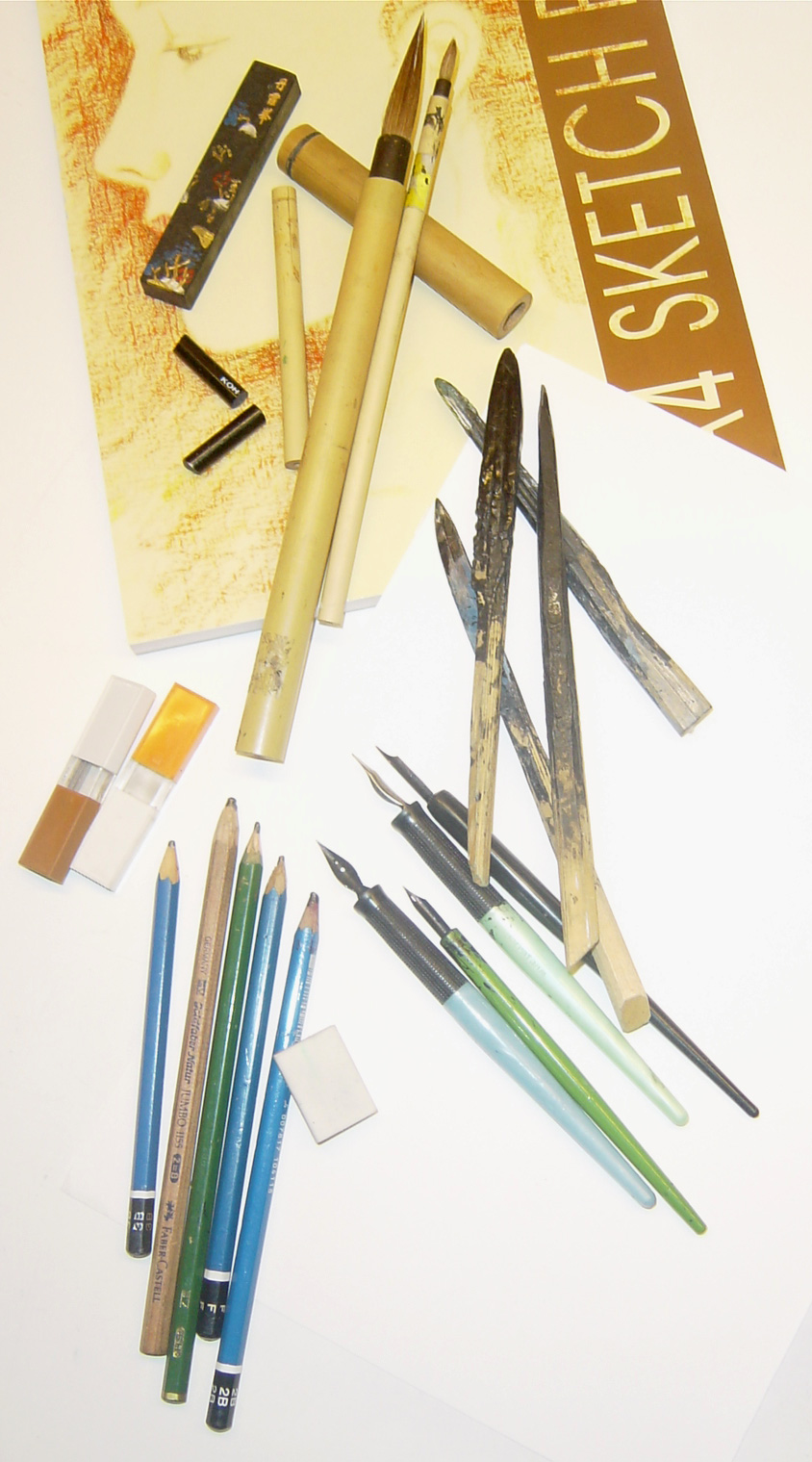
Verschiedene Zeichenmittel und -geräte

### Zeichengründe
Zeichnungsträger kann grundsätzlich jede Fläche sein, auf der Zeichenmittel haften oder in die sich Linien einritzen lassen. Das war in der Höhlenkunst eine Felswand, später Holz-, Ton- und Steinplatten sowie bis ins Mittelalter hinein Leder und Pergament. In den meisten Fällen dient heute Papier als Träger von Zeichnungen. Dazu zählt auch farbiges oder farblich grundiertes Papier sowie Karton. Künstlerpapiere sind oft schwere Papiere mit deutlicher Textur, oft handelt es sich um spezielle Aquarell- oder Pastellpapiere oder um handgeschöpftes Papier. Zu nennen wäre noch Tusche und verschiedene Materialien für den Hintergrund wie zum Beispiel Deckweiß, das dem Höhen der Zeichnungen dient.

### Zeichenmittel
Bei den Zeichenmitteln unterscheidet man zwischen trockenen und flüssigen Zeichenmitteln. Zu den trockenen Zeichenmitteln zählen u. a. Graphit- und Metallminen, Kohle, verschiedene Kreiden und Wachs. Zu den flüssigen Zeichenmitteln gehören Gallustinte, Sepia (ein Farbstoff, der im 18. Jahrhundert auch für künstlerische Zwecke nutzbar gemacht wurde) und der aus Ruß hergestellte Bister. Zum Auftragen vor allem der nassen Zeichenmittel werden verschiedene Zeichengeräte verwendet.

### Zeichengeräte
Das am weitesten verbreitete Zeichengerät zum Auftragen trockener Zeichenmittel sind Graphit-, Blei- und Rötelstifte unterschiedlicher Härtegrade. Im 15. und 16. Jahrhundert verwendete man vorwiegend Silberstifte, später auch Minen aus Blei. Heute haben Bleistifte eine Mine aus Graphit, die von einem Holzmantel umgeben ist. Graphitstifte haben keine Holzummantelung, tragen aber zur besseren Handhabung einen Überzug aus Lack oder Kunststoff. Als Halter der Minen kommen außerdem technische Halter wie Druck- und Drehbleistifte zum Einsatz.
Auch Kohle und Conté-Stifte werden häufig in Holzummantelung oder mit speziellen Haltern verwendet, das Gleiche gilt für Pastellkreiden. Öl- und Wachskreide wird dagegen oft bloß mit einer Papierummantelung verwendet. Auch hierfür gibt es allerdings spezielle Halter.
Flüssige Zeichenmittel (Tinten bzw. Tuschen) werden in der Regel mit Federn oder feinen Pinseln aufgetragen. Als Federn kommen neben Bambus- und Rohrfedern sowie Kielfedern vor allem Stahlfedern zum Einsatz. Bei technischen Zeichnungen werden vor allem Isographen verwendet. Prinzipiell lassen sich auch Faserstifte verwenden, allerdings sind die darin verwendeten flüssigen Zeichenmittel oft wenig lichtbeständig. Das gleiche Problem tritt bei Kugelschreibern, Füllfederhaltern und Kalligraphiefüllern zutage, da die verwendeten Tinten in der Regel nicht lichtecht sind und leicht ausbleichen.
Pinsel werden sowohl für das Zeichnen von Linien wie für Lavierungen, das heißt für malerische Techniken, verwendet. Meistens handelt es sich um feine Haarpinsel oder höherwertige Synthetikpinsel bzw. Mischungen aus beidem. Beliebt für die Pinselzeichnung sind vor allem sogenannte Chinesische Pinsel.

## Techniken

Beispiel für Linienzeichnung mit Schraffuren und Schattierung („Schummern“)

Unterschied: Schraffur und „Schummern“

Tintenzeichnung mit Lavierung

### Linie
Grundtechnik der Zeichnung ist das Zeichnen einer Linie, die traditionell einfarbig ist. Die Konturlinie oder Umrisslinie markiert die Grenzen, den Umriss, eines Gegenstandes und charakteristische Kontraste, wie sie sich zum Schatten ergeben. Ohne jede Schattierung lassen sich so die Grundzüge eines Gegenstandes festhalten, beispielsweise die Umrisse einer Frucht, die sich von ihrem Hintergrund abgrenzt, und Falten, die ja nichts weiter sind als kontraststarke Schatten. Die Binnenlinie zeigt die Struktur eines Gegenstandes innerhalb seiner Kontur. Auch bei nicht-gegenständlicher Darstellung ist die Linie das hervorstechende Merkmal, auch wenn in der modernen Zeichnung die Grenzen nicht immer eindeutig zu ziehen sind.
Die Linie als das spezifische Charakteristikum der Zeichnung hat historische Entwicklungen durchlebt: Obgleich die Linie als individuelles Markenzeichen jedes Zeichners anzusehen ist, gab es in der Renaissance einen allgemein anerkannte Linientyp, die „schöne“ Linie, die rund, schwingend oder kurvig war. Darüber hinaus existierten gerade und starre Linientypen im Bereich des architektonischen Zeichnens. Der volle Linienreichtum entstand mit dem Impressionismus, weil sich die Beziehung zum beschreibenden Gegenstand lockerte. Eine „Befreiung der Linie“ hin zur gegenstandslosen Zeichnung erfolgte erst im 19. Jahrhundert, etwa im Werk von Honoré Daumier. Die bis dahin dominante schön-kurvige Linie wurde nun um bisher als nicht bildwürdig erachtete eckige, sperrige und ruinöse Linientypen ergänzt. Neue Ausdrucksmöglichkeiten der Linie fanden sich überdies im Werk von Paul Klee und der expressiven Zeichnung Pablo Picassos.

### Schraffur
Die Schraffur setzt den zeichnerischen Gedanken der Linie in der Fläche fort. Sie wird eingesetzt, um in der Zeichnung unterschiedliche Tonwerte und räumliche Effekte (Plastizität) darzustellen. Werden in gleichmäßigen Abständen dünne Linien gezogen, entsteht eine Parallelschraffur. In der reinen Zeichnung ist es verpönt, dabei die Linien so eng zu ziehen, dass sie verschmieren – zum Beispiel durch einen schräg gehaltenen Bleistift – weil damit die Grenze zu Malerei als einem flächigen Arbeiten überschritten wird. Man nennt das „schummern“. Mittlerweile ist aber auch dieses flächige Arbeiten mit Graphit und Kohlestiften weit verbreitet.
Weitere Abstufungen in den Tonwerten lassen sich durch eine oder mehrere Schraffuren erzeugen, die schräg (überkreuz) über die erste Schraffur gesetzt werden. Man spricht deshalb auch von Kreuzschraffur. Mit dem Mittel der Kreuzschraffur lassen sich viele verschiedene, auch extrem dunkle Schattierungen und Tonwerte erzeugen.

### Lavieren
Die Lavierung kommt bei flüssigen Zeichenmitteln als Technik zur Schattierung und Tönung zum Einsatz. Das klassische Einsatzgebiet ist das Lavieren von Tuschezeichnungen. Dazu wird die fertige Linienzeichnung durch stark verdünnte, wasserlösliche Tusche getönt. Wie beim Aquarell, von dem diese Technik übernommen wurde, arbeitet man von hellen zu dunklen Tönungen. Zeichnungen werden auch mit Hilfe von Aquarellfarben farblich eingetönt werden – entweder monochrom oder mit mehreren Farben. Zwar kommen in der Praxis zuweilen auch andere Farben zum Einsatz, aber Aquarellfarben und wasserlösliche Tinten eignen sich vor allem deshalb, weil sie transparent oder zumindest nur teilweise opak sind.

### Kombinierte Techniken

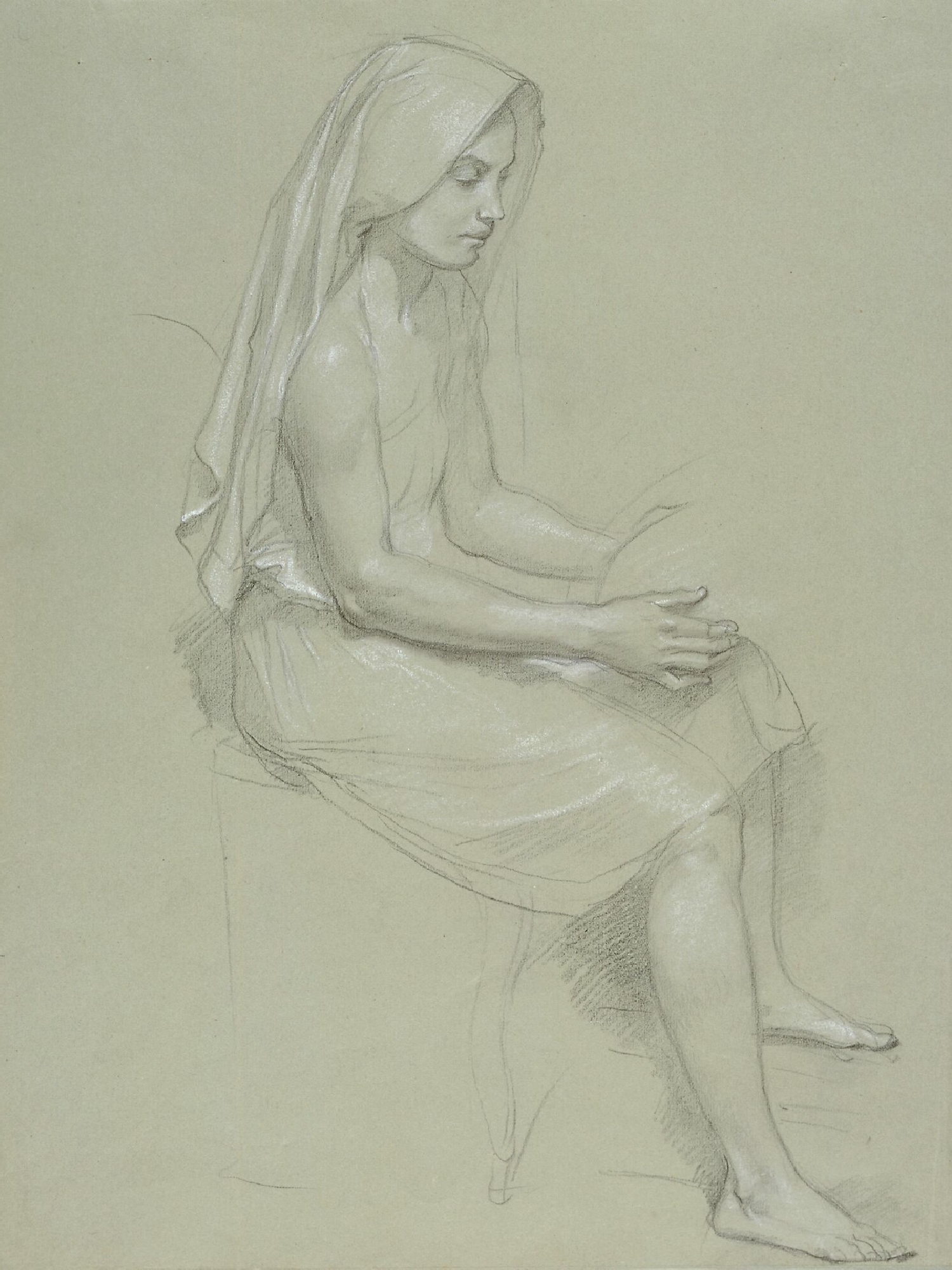
Skizzenzeichnung mit Weißhöhungen von William Adolphe Bouguereau

Einige Künstler überschreiten die traditionellen Grenzen, indem sie unterschiedliche Zeichen- und Maltechniken miteinander kombinieren. Klassische Beispiele sind kombinierte Graphit- und Tuschezeichnungen, mit Tusche lavierte Bleistiftzeichnungen oder Tusche- und Bleistiftzeichnungen mit Aquarelltechniken. Auch das Höhen, also das Setzen von Glanzlichtern durch den Einsatz von Deckweiß gehört zu den klassischen Methoden.
Je stärker die Grenzen zwischen Malerei und Zeichnung verwischt wurden, desto stärker kamen auch flächige Malmethoden zum Einsatz. Dazu gehört zum Beispiel das Schattieren mit Hilfe des „Schummerns“. Schummern heißt, mit einem Graphit- oder Kohlestift großflächig vermalen, statt zu schraffieren. Auch das nachträgliche Verwischen mit dem Finger oder einem speziellen Wischer (Estompes) oder das Polieren mit einem weißen Stift bzw. einem Polierstift gehören dazu. Umgekehrt werden in der Malerei ursprünglich klassische Zeichenmethoden eingesetzt, und zwar nicht nur als Vorskizze, sondern bereits als Ausführung. In der Aquarellmalerei kommt häufig die Pinselzeichnung zum Einsatz.
Weitere Beispiele für kombinierte Techniken sind die Collage, Sgraffito und verschiedene Nasspinseltechniken.

## Beispiele von Zeichnern aus der Kunstgeschichte

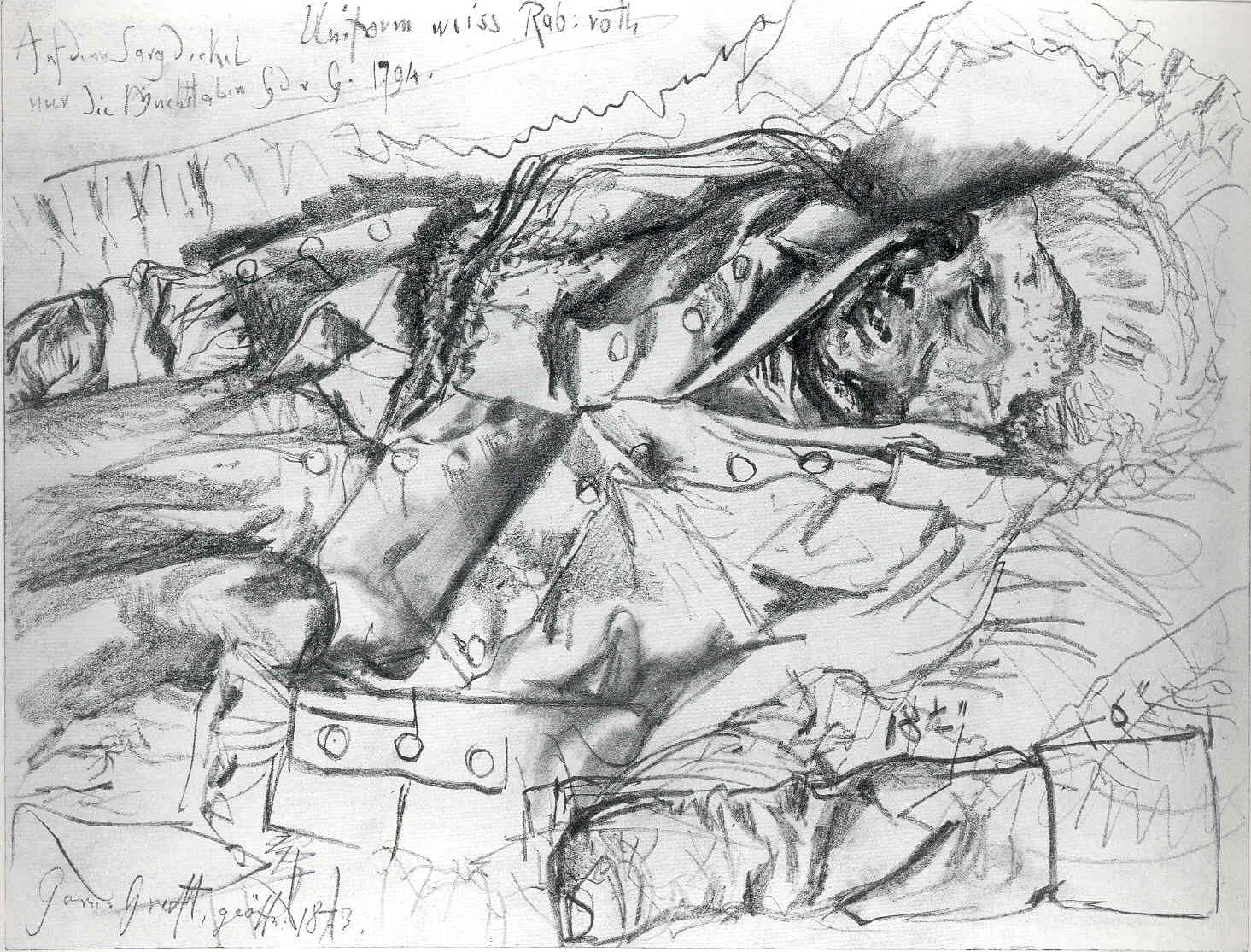
Adolph von Menzel: Leiche eines Offiziers, 1873 (Bleistiftzeichnung)

- Hans Baldung
- Max Beckmann
- Joseph Beuys
- Lovis Corinth
- Honoré Daumier
- Gustave Doré
- Albrecht Dürer
- M. C. Escher
- Francisco de Goya
- George Grosz
- Jean-Auguste-Dominique Ingres
- Horst Janssen
- Käthe Kollwitz
- Alfred Kubin
- Michelangelo
- Pablo Picasso
- Rembrandt
- Raffaello Santi
- Egon Schiele
- Giovanni Battista Tiepolo
- Tomi Ungerer
- Leonardo da Vinci